# Гаи (Тернопольская область)
Гаи (укр. Гаї) — село в Кременецкой городской общине Кременецкого района Тернопольской области Украины.
Код КОАТУУ — 6123481701. Население по переписи 2001 года составляло 367 человек.

## Географическое положение
Село Гаи находится на расстоянии в 1 км от сёл Крыжи, Мысики и Града.
Село состоит из нескольких частей, вытянутых в дугу на 9 км.

## История
- 1785 год — дата основания.

## Объекты социальной сферы
- Школа I—II ст.
- Дом культуры.
- Фельдшерско-акушерский пункт.

## Достопримечательности
- Братская могила советских воинов.